# Microsoft Internet Mail e News

Internet Mail e News

Microsoft Internet Mail e News è stato un client di posta elettronica e client news gratuito, antenato di Outlook Express. La versione 1.0 fu distribuita nel 1996 dopo l'uscita di Internet Explorer 3.
Questo componente aggiuntivo precedeva il client Internet Mail per Microsoft Exchange 4.0 incluso con Windows 95. Alla fine del 1996 è stata distribuita una versione 2.0. Nel 1997 il programma è stato modificato e rinominato come "Outlook Express" e incluso in Internet Explorer 4.0. Il file eseguibile per Outlook Express, msimn.exe, mantenne lo stesso nome di quello di Internet Mail e News.